# Dave Wilkes
Dave Wilkes (Barnsley, Inglaterra; 10 de marzo de 1964 – 22 de junio de 2023) fue un futbolista y entrenador de fútbol inglés que jugó en la posición de centrocampista.

## Carrera

### Jugador
| Periodo   | Club                        |
| --------- | --------------------------- |
| 1981-1984 | Barnsley FC                 |
| 1983      | → Halifax Town AFC (cedido) |
| 1984–1986 | Hong Kong Harps             |
| 1986–1987 | Stockport County FC         |
| 1987–1988 | Frickley Athletic FC        |
| 1988–1990 | Bridlington Town AFC        |
| 1990–1992 | Carlisle United FC          |

### Entrenador
| Periodo   | Club                  |
| --------- | --------------------- |
| 1997      | Carlisle United FC    |
| 2002-2003 | Huddersfield Town AFC |